# Peter Bechmann
Peter Bechmann (f. 3. april 1981) er en dansk fodboldspiller, der spiller for fodboldklubben Thisted Fodbold Club. Her har han spillet siden Thisted FC spillede i Danmarksserien (fodbold). Bechmann er mestendels angriber, men spiller for tiden midterst midtbane med rygnummer 10. Endvidere er Peter Bechmann Thisteds anfører gennem flere sæsoner.

## Antal mål for TFC
- 2008/2009: 4 mål i 1. division[1]
- 2007/2008: 9 mål i 2. division Vest[2]
- 2006/2007: 15 mål i 1. division[3]
- 2005/2006: 9 mål i 2. division Vest[4]

Sæsonen 2004/2005 og før spillede Thisted FC primært i Danmarksserien (fodbold).